# Concha Rincón García
Concha Rincón García   (Santander, 8 de desembre de 1926 - 12 de febrer de 2024) va ser una poetessa i actriu càntabra.

## Biografia
Nascuda en el si d'una família de classe mitjana, amb l'avi patern, el pintor Eduardo Rincón, molt implicat en lluites socials i culturals en pro de l'emancipació de la classe obrera, i un dels fundadors i dirigents del primer socialisme i el sindicalisme càntabre en l'últim terç de segle xix. Destacà la influència que en la seva infància va deixar el seu pas pel col·legi públic Menéndez Pelayo, molt proper al seu domicili a Puertochico, fins que la revolta militar de 1936 va trencar aquesta plàcida relació educativa. Ella va romandre a Santander fins que la proximitat de la caiguda de la ciutat en mans de les tropes colpistes la va portar a marxar de la ciutat en un vaixell amb dos dels seus germans i creuar el sud de França fins a arribar a la Catalunya encara republicana, d'on novament va haver de fugir a França, fins que el final de la guerra la va conduir de nou a la llar familiar.
No seria fins als anys 1970 quan començà a donar a la llum pública algunes de les seves composicions poètiques. Un matrimoni precoç i una vida dedicada als múltiples quefers familiars, on amb prou feines quedava buit per a l'expressió cultural que no fos la d'assistir com a simple espectadora, impediria el desenvolupament ple de les seves inquietuds. A l'Ateneu de Santander va intervenir en el seu Grup de Teatre, dirigit per Ángeles Alonso Bravo, i poc després connectà amb el director Paulino Viota Cabrero, que li encomanà el paper de la mare del protagonista del seu curtmetratge José Luis (1967), la primera de les seves diverses aparicions a la pantalla, com a Géminis (1981), Después del sueño i Amor propio (1991 i 1994), o l'Intruso, que Vicente Aranda rodà a Santander el 1993.
A les pàgines culturals del Diario Montañés va fer el seu debut com a poeta, i després repetí a la revista Peña Labra (1976), dirigida per Aurelio G. Cantalapiedra. Continuà alternant la poesia amb les seves col·laboracions cinematogràfiques, fins que finalment publicà la seva obra Sueños (1990) i, amb la seva filla Natalia Liaño Rincón, s'integrà en el grup femení de poesia i participà en els homenatges anuals que porten el nom de Cagigal, el qual propicià recitals i la publicació en antologies. Al mateix temps escrigué algunes obres dedicades al públic infantil i amb una selecció d'elles publicaria Animalario (2005) amb il·lustracions del seu fill Juan Luis Liaño Rincón i prologat pel seu germà Eduardo. De forma coincident amb la celebració del seu norantè aniversari, les seves netes li van rendir homenatge, editant un llibre titulat Prosa i verso (1976-2016), on es plasma gran part de la seva trajectòria creativa.